# Ayub Daud
Ayub Daud - em árabe: ايوب داؤود‎ e em somali, Ayuub Daaud (Mogadíscio, 24 de fevereiro de 1990) é um futebolista somali que atua como atacante. Atualmente, encontra-se sem clube.

## Carreira
Daud iniciou a carreira profissional em 2008, na Juventus, jogando apenas uma vez pela Vecchia Signora, na vitória por 4 a 1 sobre o Bologna, em 2009.
Entre 2009 e 2012, foi emprestado a quatro clubes das divisões de acesso do futebol italiano (Crotone, Lumezzane, Cosenza e Gubbio), antes de voltar à Juventus em 2013, sendo dispensado pouco depois.
Na temporada 2012–13, atuou no Chiasso (Suíça) e por 3 temporadas, jogou no Budapest Honvéd, tradicional clube da Hungria.